# Bryophyllum suarezense
Bryophyllum suarezense là một loài thực vật có hoa trong họ Crassulaceae. Loài này được (H.Perrier) A.Berger miêu tả khoa học đầu tiên năm 1930.